# Kundu (köping)
Kundu (kinesiska: 坤都, 坤都镇) är en köping i Kina. Den ligger i den autonoma regionen Inre Mongoliet, i den norra delen av landet, omkring 780 kilometer nordost om regionhuvudstaden Hohhot. Antalet invånare är 8339. Befolkningen består av 4 136 kvinnor och 4 203 män. Barn under 15 år utgör 16,0 %, vuxna 15-64 år 78 %, och äldre över 65 år 5,0 %.
Genomsnittlig årsnederbörd är 567 millimeter. Den regnigaste månaden är juni, med i genomsnitt 158 mm nederbörd, och den torraste är januari, med 4 mm nederbörd.